# Saint-Denis-du-Béhélan
Saint-Denis-du-Béhélan é uma comuna francesa na região administrativa da Normandia, no departamento de Eure. Estende-se por uma área de 9,5 km². Em 2010 a comuna tinha 180 habitantes (densidade: 18,9 hab./km²).